# Saint-Romain-de-Lerps
Saint-Romain-de-Lerps é uma comuna francesa na região administrativa de Auvérnia-Ródano-Alpes, no departamento de Ardèche. Estende-se por uma área de 14,14 km². Em 2010 a comuna tinha 909 habitantes (densidade: 64,3 hab./km²).